# Stenelmis leblanci
Stenelmis leblanci là một loài bọ cánh cứng trong họ Elmidae. Loài này được Peyerimhoff miêu tả khoa học năm 1929.